# Cork City FORAS Co-op
Cork City FORAS Co-op este un club de fotbal din Cork, Irlanda. Clubul este deținut și condus de grupul de suporteri FORAS. Echipa joacă meciurile de acasă pe Turners Cross cu o capacitate de 7.485 de locuri. Clubul a fost format după ce fostul club Cork City FC a fost lichidat. Noul club a cumpărat drepturile de a folosi numele „Cork City Football Club” și alte bunuri ale fostului club.

## Lotul curent
| Nr. |                   | Poziție | Jucător            |
| --- | ----------------- | ------- | ------------------ |
| 1   | Republica Irlanda | P       | Mark McNulty       |
| 2   | Republica Irlanda | F       | Ian Turner         |
| 4   | Republica Irlanda | F       | Stephen Mulcahy    |
| 5   | Republica Irlanda | M       | Greg O'Halloran    |
| 6   | Republica Irlanda | M       | Gearoid Morrisey   |
| 7   | Republica Irlanda | M       | Davin O'Neill      |
| 8   | Republica Irlanda | M       | Shane Duggan       |
| 9   | Republica Irlanda | A       | Graham Cummins     |
| 10  | Republica Irlanda | M       | George O'Callaghan |
| 11  | Republica Irlanda | A       | Paul Deasy         |
| 14  | Republica Irlanda | M       | Cillian Lordan     |
| 15  | Republica Irlanda | M       | Billy Woods        |

| Nr. |                   | Poziție | Jucător          |
| --- | ----------------- | ------- | ---------------- |
| 16  | Danemarca         | P       | Jonas Piechnik   |
| 17  | Republica Irlanda | M       | Cathal Lordan    |
| 18  | Republica Irlanda | F       | Kalen Spillane   |
| 19  | Republica Irlanda | F       | Eoghan Lougheed  |
| 20  | Republica Irlanda | A       | Gareth Cambridge |
| 21  | Republica Irlanda | F       | Gavin Kavanagh   |
| 22  | Republica Irlanda | F       | Neal Horgan      |
| 23  | Republica Irlanda | M       | Mark O'Sullivan  |
| 24  | Republica Irlanda | A       | Shane Barrett    |
| 25  | Republica Irlanda | M       | Karl Caufield    |
|     | Republica Irlanda | M       | Willie Heffernan |
|     | Republica Irlanda | A       | Rory Morrisey    |